# 37699 Santini-Aichl
37699 Santini-Aichl este un asteroid din centura principală, descoperit pe 13 ianuarie 1996, de Jana Tichá și Miloš Tichý.